# Soldier of Fortune (игра)
Soldier of Fortune (рус. «Солдат удачи» или «Наёмник») — компьютерная игра, шутер от первого лица, разработанный компанией Raven Software и выпущенный Activision 27 марта 2000 года. Игра создана на несколько изменённом игровом движке id Tech 2. В 2002 был выпущен сиквел Soldier of Fortune II: Double Helix. В ноябре 2007 года вышла третья часть Soldier of Fortune: Payback.

## Игровой процесс
Игра основана на выполнении миссий по уничтожению террористов и спасению заложников. Перед каждым новым заданием, кроме первых двух, игрок может выбрать оружие и снаряжение. В процессе игры на выбор добавляется новое вооружение и новые вещи.

## Сюжет
Игрок управляет Джоном Маллинсом, членом наемной организации «The Shop» (или «Магазин»). Действие игры начинается ночью 22 сентября 2000 года, когда группа террористов, под предводительством Вильгельма Деккера по прозвищу «Сабля» (Sabre), захватывает одну из станций метро, для того, чтобы взорвать там бомбу. Обстановка обостряется наличием гражданских лиц в подземке, ставших заложниками. Переговоры с преступниками заходят в тупик, и полиция принимает решение штурмовать, но превосходящие силы преступников отбивают атаку. Тогда в дело вступает «The Shop». Маллинс и Парсонс проникают на станцию, уничтожают преступников, но упускают Вильгельма. Той же ночью неизвестная террористическая группировка похищает 4 ядерных заряда из России. Передвижение группы отслеживается и Маллинс пытается перехватить бомбы, когда они перевозятся по Африке на поезде, но он обнаруживает лишь один заряд.
«The Shop» находит остальные бомбы, первая из которых находится в Косово. Сербские террористы захватывают американский бомбардировщик, чтобы сбросить заряд на войска НАТО. Маллинс и Парсонс проникают в секретный ангар боевиков и уничтожают и самолёт и бомбу.
Следующий заряд находят на острове Уединения, к северу от побережья Сибири, где базируется одна из российских террористических группировок. Это задание приходится выполнять Маллинсу одному, так как Ястреб в это время ищет четвёртый заряд. Когда Джон проникает на территорию террористов, они включают обратный отсчёт запуска ядерного заряда. Маллинс успевает остановить процесс и уничтожает базу. Ястреб находит последний заряд, находящийся в Ираке. Столкнувшись с жестоким сопротивлением, Джон и Аарон находят бомбу, обезвреживают её и покидают территорию на похищенном самолёте.
Сэм Гледстоун выясняет, что все четыре заряда были проданы группой, называющей себя «Порядок», возглавляемой полковником Сергеем Деккером. После продажи бомб, его ресурсы стали очень большими. Сэм узнает, что Сергей является братом Вильгельма Деккера и поставляет оружие для его группы. Маллинс отправляется на склады в Нью-Йорке, где должна состоятся очередная передача оружия. Сам Сергей не появляется на встрече, а лишь присылает своих людей, но Сабля оказывается на месте. Джон преследует Вильгельма по складам, а затем и по канализации, куда Сабля уходит от Маллинса. Выбравшись на поверхность, террористы захватывают отель неподалёку. Совместно с отрядом спецназа, Джон устраняет бандитов, обезоруживает и допрашивает Саблю на крыше соседнего здания. Маллинс узнаёт, что в Судане находится ракетный завод Сергея. Также Сабля упоминает человека, которого называет «Джессика-6», и угрожает Джону, что его напарника убьют. Маллинс сбрасывает Вильгельма с крыши, и последний разбивается.
Сэм делает предположение, что «Джессика-6» является учёным, которого Деккер использует для создания оружия массового поражения. Маллинс и Парсонс отправляются в Судан, где под одной из скотобоен спрятан ракетный завод. Пробравшись под землю, Джон уничтожает завод, но теряет связь с Ястребом. Как оказывается после, Аарон захвачен в плен Сергеем Деккером. Маллинс готов сам стать заложником в обмен на Парсонса. Деккер требует информацию и Джон начинает рассказывать об группе, на которую работает. Сергей прерывает его и убивает Ястреба. Маллинс успевает убить охранников Деккера, уничтожает созданную «Порядком» ракету и покидает Судан.
Джон отправляется в Японию, где находится фирма «СУНИ», в которой по предположениям «The Shop» находится «Джессика-6». В Токио Маллинс попадает в засаду и с боем пробивается к зданию корпорации. Он узнает, что Деккер успел прибыть раньше. От одного из работников «СУНИ», которых «Порядок» держал в заложниках, Джон узнает, что «Джессика-6» является не учёным, а военным проектом. Сергей успевает похитить разработку и скрыться. Преследуя Деккера, Маллинс уничтожает вертолёт «Порядка», прикрывающий отход своего лидера. В сбитой машине «The Shop» находит информацию о связях Деккера с иракским генералом Аму. Джон отправляется на поиски последнего. Обнаружив Аму, Маллинс узнает у генерала, что «Джессика-6» — это проект нейтронной бомбы. Аму рассказывает, что продавал «Порядку» уран, который хранился на его секретном заводе. Джон спрашивает о местонахождении Деккера, но внезапно появившийся вертолет «Порядка» убивает генерала.
У Маллинса остается всего одна зацепка — завод Аму. Прибыв на место, Джон находит информацию о последней поставке в Германию. Уничтожив завод, Маллинс покидает Ирак.
Собрав все детали воедино, «The Shop» находит сведения о замке в Германии, который недавно был куплен, где, по подозрениям организации, находится штаб-квартира «Порядка». Маллинс отправляется туда и вступает в схватку с людьми Деккера. Под замком Джон находит хорошо оборудованную базу террористов. Орден уже воплотил проект «Джессика-6» в реальность, и Маллинс вынужден действовать быстро, чтобы предотвратить вылет ракеты. Уничтожив систему запуска, Джон преследует Деккера, пока не зажимает его в тупике — огромном зале, из которого есть только один выход.
Деккер напускает на Маллинса своих последних людей, но это ему не помогает. Оставшись один, Сергей пытается убить Джона сам и установленными в зале автоматическими пулеметами, но терпит поражение. Маллинс возвращается в Нью-Йорк. Но вместо долгожданного отпуска, получает задание в Южной Америке, что является началом сиквела Soldier of Fortune II: Double Helix.

## Оценки
| Сводный рейтинг | Сводный рейтинг | Сводный рейтинг | Сводный рейтинг |
| Издание         | Оценка          | Оценка          | Оценка          |
| Издание         | Dreamcast       | PC              | PS2             |
| --------------- | --------------- | --------------- | --------------- |
| GameRankings    | 71,06 %         | 82,37 %         | 56,02 %         |